# افرايم إسحاق
افرايم إسحاق هو مؤرخ إثيوبي، ولد في 29 مايو 1936 في أديس أبابا في إثيوبيا.